# 三溪口水库 (闽侯)
三溪口水库是中国福建省福州市闽侯县境内的一座水库，位于陶江支流上，建于1962年。水库正常库容为745万立方米，集雨面积为14平方千米，海拔为51.1米。